# Harpa cabriti
Espèce
Synonymes
- Harpa ventricosa

Harpa cabriti est une espèce de mollusques gastéropodes appartenant à la famille des Harpidae.

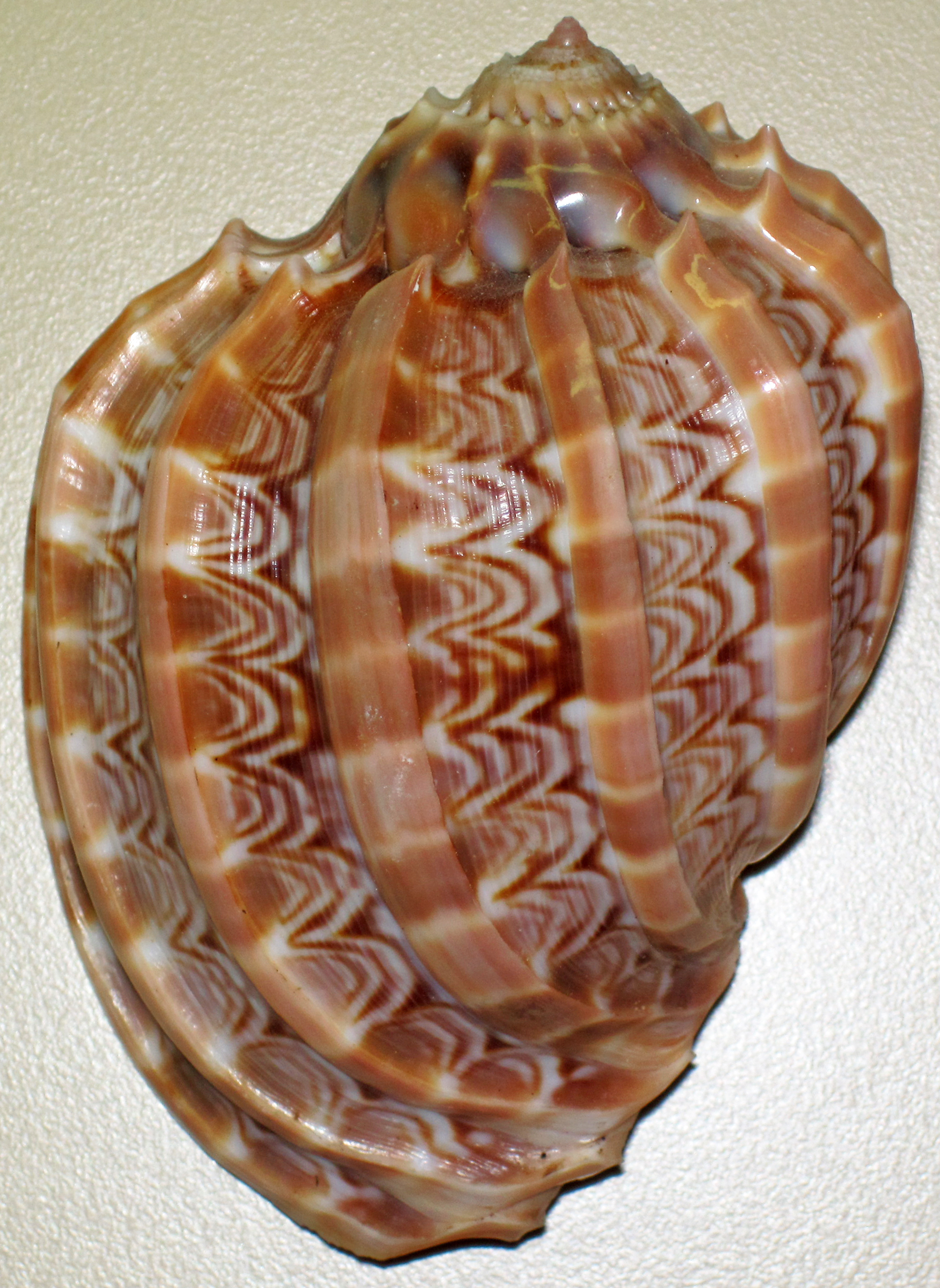
Photo de la coquille.

## Répartition
- Océans Indien et Pacifique.